# Fenway Bowl 2022
Match suivant
Le Fenway Bowl 2022 est un match de football américain de niveau universitaire joué après la saison régulière de 2022, le 17 décembre 2022 au Fenway Park situé à Boston dans l'État du Massachusetts aux États-Unis.
Il s'agit de la 1re édition du Fenway Bowl, les éditions prévues en 2020 et 2021 ayant été annulées à la suite de la pandémie de Covid-19,.
Le match met en présence l'équipe des Bearcats de Cincinnati issue de l'American Athletic Conference et l'équipe des Cardinals de Louisville issue de l'Atlantic Coast Conference.
Il débute vers 11 heures locales (17 heures en France) et est retransmis à la télévision par ESPN.
Sponsorisé par la société Wasabi Technologies (en), le match est officiellement dénommé le 2022 Wasabi Fenway Bowl.
Louisville gagne le match sur le score de 24 à 7.

## Présentation du match
Il s'agit de la 54e rencontre entre les deux équipes, Cincinnati menant les statistiques avec 30 victoires pour 22 à Louisville et 1 nul. La dernière confrontation a vu la victoire en prolongation de Louisville 31 à 24 le 5 décembre 2013 à Cincinnati lors d'un match de saison régulière.
Les Bearcats et les Cardinals ont longtemps été dans les mêmes conférences puisqu'ils faisaient partie de la Missouri Valley Conference entre 1963 et 1969, des indépendants de 1975 à 1995, de la Conference USA de 1996 à 2004, de ma Big East Conference entre 2005 et 2012 et de l'American Athletic Conference en 2013,. Ces équipes se sont rencontrées annuellement à l'occasion du trophée The Keg of Nails (en) jusqu'à ce que leur rivalité devienne dormante, Louisville rejoignant la conférence ACC en 2014.
Le 27 novembre 2022, les Badgers du Wisconsin annoncent qu'ils ont engagé l'entraîneur principal de Cincinnati Luke Fickell (en). De ce fait, Fickell ne dirigera pas les Bearcats à l'occasion du bowl. Pour le remplacer, Cincinnati engage l'entraîneur principal de Louisville, Scott Satterfield (en) le 5 décembre, trois jours après que la NCAA ait annoncé que Cincinnati et Louisville seraient adversaires lors du Fenway Bowl. Lors d'une conférence de presse, Satterfield a annoncé qu'il ne prendrait pas part au match par respect pour les deux équipes.
| Équipes | Couleurs | Conférences | Entraîneurs                 | Stats. saison rég. | Classements avant le bowl | Classements avant le bowl | Classements avant le bowl |
| --- | -------- | ----------- | --------------------------- | ------------------ | ------------------------- | ------------------------- | ------------------------- |
| Équipes | Couleurs | Conférences | Entraîneurs                 | Stats. saison rég. | CFP                       | AP                        | Coaches                   |
| Bearcats de Cincinnati                                                                                     |          | AAC         | Kerry Coombs (en) (intérim) | 9 - 3              | NC                        | NC                        | NC                        |
| Cardinals de Louisville                                                                                    |          | ACC         | Deion Branch (intérim)      | 7 - 5              | NC                        | NC                        | NC                        |
| - Arbitre : Jeff Servinski (Big Ten) - Équipe donnée favorite par les bookmakers : Louisville par 2 points |          |             |                             |                    |                           |                           |                           |

### Bearcats de Cincinnati
Avec un bilan global en saison régulière de 9 victoires et 3 défaites (6-2 en matchs de conférence), Cincinnati est éligible et accepte l'invitation pour participer au Fenway Bowl 2022.
Ils terminent 3e de l'American Athletic Conference derrière #16 Tulane et UCF.
À l'issue de la saison 2022 (bowl non compris), ils n'apparaissent pas dans les classements CFP, AP et Coaches.
Il s'agit de leur première participation au Fenway Bowl.
Ce match est le dernier de Cincinnati en tant que membre de l'AAC puisqu'ils rejoindront la Big 12 Conference en 2023
| Logo     | Postes                                              | Joueurs                                             | Statistiques                                                      |
| -------- | --------------------------------------------------- | --------------------------------------------------- | ----------------------------------------------------------------- |
|          | Quarterback                                         | Ben Bryant                                          | 213/348 passes réussies pour 2 732 yards, 21 TDs, 7 interceptions |
| Coureur  | Charles McClelland                                  | 140 courses pour 634 yards nets gagnés et 7 TDs     |                                                                   |
| Receveur | Tyler Scott                                         | 54 réceptions pour 899 yards et 9 TDs               |                                                                   |
| Effectif | Listing et statistiques du roster 2022 des Bearcats | Listing et statistiques du roster 2022 des Bearcats |                                                                   |

### Cardinals de Louisville
Avec un bilan global en saison régulière de 7 victoires et 5 défaites (4-4 en matchs de conférence), Louisville est éligible et accepte l'invitation pour participer au Fenway Bowl 2022.
Ils terminent 4e de la Division Atlantic de l'Atlantic Coast Conference derrière #7 Clemson, #13 Florida State et #23 NC State.
À l'issue de la saison 2022 (bowl non compris), ils n'apparaissent pas dans les classements CFP, AP et Coaches.
Il s'agit de leur première participation au Fenway Bowl.
Déjà privé de son entraîneur principal, Louisville devra également faire sans son quarterback Malik Cunningham (en) celui-ci ayant déclaré le 9 décembre vouloir se préserver afin de se présenter à la draft 2023 de la NFL. Il devrait être remplacé par Brock Domann (66/123 passes réussies, 866 yards, 3 TDs et 5 interceptions).
| Logo     | Postes                                               | Joueurs                                              | Statistiques                                                     |
| -------- | ---------------------------------------------------- | ---------------------------------------------------- | ---------------------------------------------------------------- |
|          | Quarterback                                          | Malik Cunningham                                     | 136/218 passes réussies pour 1 568 yards, 8 TDs, 5 interceptions |
| Coureur  | Jawhar Jordan                                        | 133 courses pour 700 yards nets gagnés et 2 TDs      |                                                                  |
| Receveur | Tyler Hudson                                         | 69 réceptions pour 1 034 yards et 2 TDs              |                                                                  |
| Effectif | Listing et statistiques du roster 2022 des Cardinals | Listing et statistiques du roster 2022 des Cardinals |                                                                  |